# Kviddics

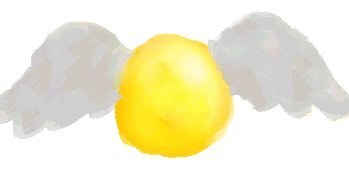
Aranycikesz

A kviddics (angolul eredetileg quidditch) egy fiktív játék amely J. K. Rowling Harry Potter-sorozatában szerepel, és a varázslóvilág messze legnépszerűbb sportja. A seprűháton játszott labdajátékot mind amatőr, mind professzionális szinten előszeretettel űzik. A valódi sportokhoz hasonlóan megvannak a maga szervezetei, nemzeti és nemzetközi bajnokságai.
Az írónő egy kiegészítő könyvet is írt kizárólag ebben a témában, melynek címe A kviddics évszázadai. Eszerint az Egyesült Államokban és Dél-Amerikában a játék Quodpot nevű verziója terjedt el.
Összesen 7-7 játékos szükséges csapatonként.

## Szabályok

### A pálya

Kviddics pálya

A kviddicspálya füvesített, hosszú és ellipszis alaprajzú, átmérői 180 láb (55 méter) és 500 láb (152 méter). A pálya két végében levő pontszerző zónában három-három, 15 méteres oszlopokon álló gólkarika áll. A pálya közepén egy 60 centiméteres kör található, innen indulnak a csapatkapitányok a játék kezdetén. A játékosok és a labdák függőleges mozgása elvileg korlátlan, horizontálisan azonban kénytelenek a pályán belül maradni. (Ez utóbbi szabályt eddig minden filmben figyelmen kívül hagyták.)

### Labdák és játékosok

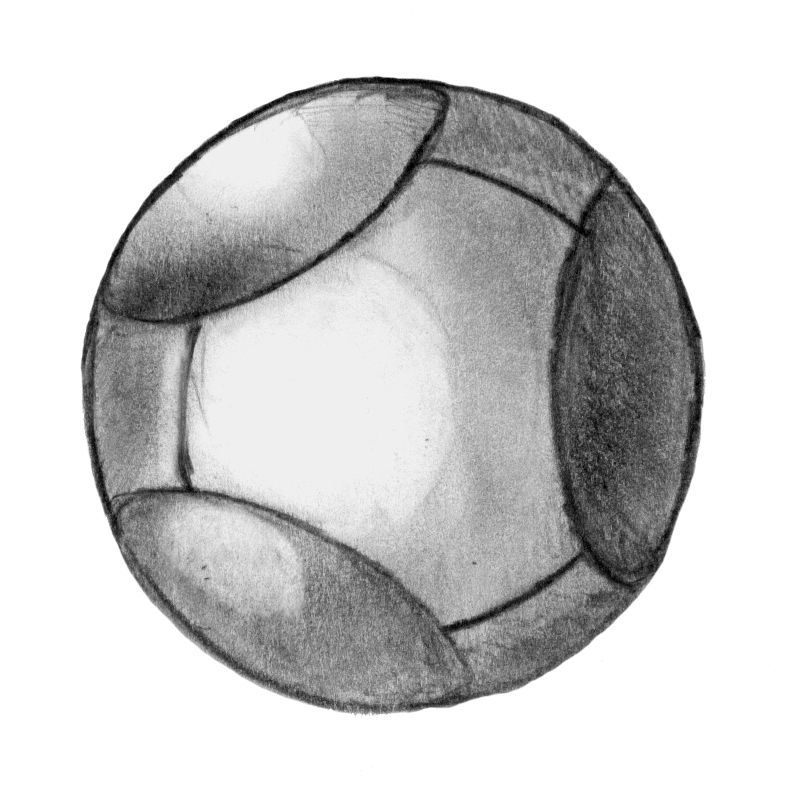
Régi típusú, elavult kvaff

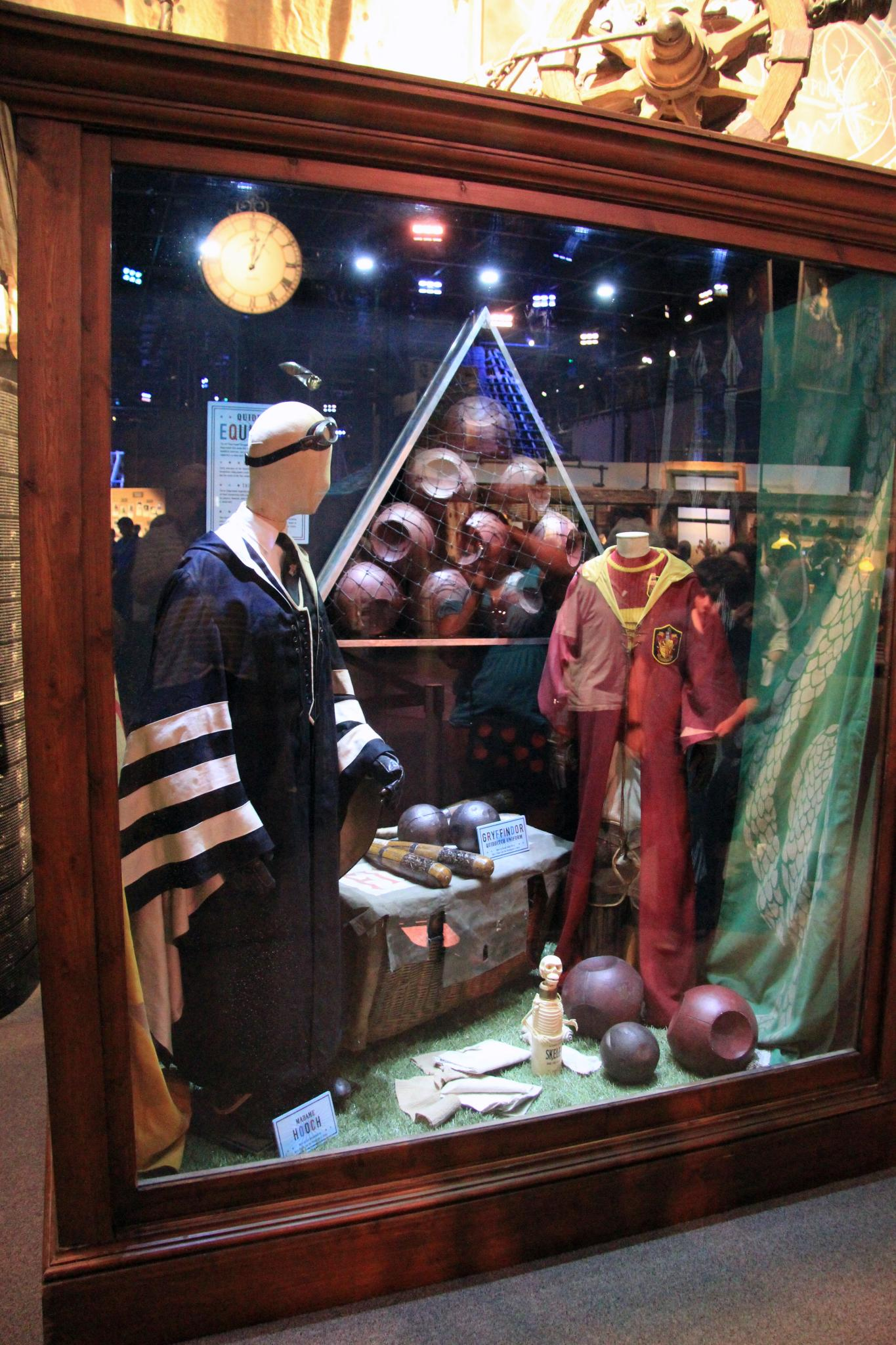

A kviddicset négy labdával játsszák. Ezek közül a kvaff ma egy közönséges, körülbelül 30 centiméteres átmérőjű élénkpiros labda – egyetlen varázstulajdonsága, hogy lassan zuhan, és könnyű megfogni –, amelyet a hajtóknak kell bedobniuk az ellenfél őrzője által védett gólkarikáinak egyikébe. A többi játékos nem nyúlhat a kvaffhoz. Egy gól 10 pontot ér, függetlenül attól, hogy melyik karikába dobták.
A játékban két gurkó is szerepel. Ezek 25 centiméteres átmérőjű, kemény vasgolyók, amelyeket szándékosan az ellenfél megzavarására terveztek: a gurkóknak ugyanis megvan az a rossz tulajdonsága, hogy ha elütik valamerre, az ütés pontatlansága ellenére egy játékost céloznak meg, és komoly sérüléseket tudnak okozni. A két terelő feladata a többi játékostárs védelme és az ellenfél támadása a gurkók segítségével – a feladathoz métához hasonló, mágikus módon megerősített ütőket használnak.
A kviddics legkisebb – diónyi méretű – és leggyorsabb labdája az ezüstszárnyakkal ellátott aranycikesz. Ez a labda a játékosoktól teljesen függetlenül cikázik a pályán. Elfogása nem egyszerű, mivel nagyon gyors, hirtelen manőverekre képes, amellett megpillantani is nehéz apró mérete miatt. A cikesz elkapása a fogó feladata. Ha ez sikerül, az 150 pontot eredményez a szerencsés fogó csapatának, és ezzel zárul le a mérkőzés. A cikesz elfogása nem feltétlenül jelent győzelmet is egyúttal, mivel azt a pontszámok döntik el. A  hetedik részben kiderül, hogy a cikeszek testemlékőrzők, vagyis emlékeznek arra aki először megérintette őket (még a készítője is csak kesztyűben nyúl hozzá).
A csapatok hét-hét játékosból állnak: egy őrzőből, két terelőből, három hajtóból és egy fogóból. A kviddics mind a férfiak, mind a nők számára nyitott. Cserejátékosok nincsenek.
Az őrző feladata a három pózna őrzése. Meg kell akadályoznia, hogy az ellenfél csapatának hajtói bedobják a kvaffot rajtuk.
A két terelő feladata, hogy a játékosokra vadászó gurkót az ellenfél csapata felé irányítsák. A kviddicscsapatban egyedül ők kaptak segédeszközt, két ütő formájában.
A három hajtó feladata a kvaff átjuttatása az ellenfél valamelyik póznáján. A hajtók egymásnak passzolgatják a labdát miközben kerülgetik a gurkót és egyre közelebb érnek az ellenfél póznáihoz. Ha bedobják, 10 pontot szereznek a csapatuknak.
A fogó feladata a játék legkisebb labdájának, az Aranycikesznek elkapása. Egy kviddicsmeccs akkor ér véget valamely csapat fogója elkapja a cikeszt. Ezen tettével 150 pontot szerez a csapatának, és szinte biztosan nyer. Azonban volt már rá példa, hogy nem a cikeszt elkapó csapat nyerte meg a mérkőzést.

### Szabálytalanságok
A mérkőzések tisztaságára szakképzett, szintén seprűn ülő bírók ügyelnek, akik büntetődobásokat ítélhetnek meg az ellenfélnek szabálytalanság esetén. A kviddicsben eredetileg 700 módon lehetett szabálytalankodni – az 1473-as világkupamérkőzésen mindet el is követték. Azóta ezek 90%-át már lehetetlenség elkövetni, ugyanis egy ideje már a kviddicsmérkőzéseken tilos a varázspálca használata. A játékosok csak seprűikben és saját ügyességükben bízhatnak.

## Nagy-Britannia és Írország kviddicscsapatai
- Appleby Arrows – 1602-ben alakult észak-angliai csapat. Világoskék talárban játszanak, melyet ezüst nyíl díszít.
- Dallycastle-i Denevérek – Északír csapat. Fekete talárban játszanak, melyet piros denevér díszít.
- Caerphilly Catapults – 1402-ben alapított walesi csapat. Világoszöld-piros talárban játszanak.
- Chudley Csúzlik – Narancssárga talárban játszanak, melyet két fekete C betű és egy suhanó csúzligolyó díszít.
- Dimbournei-i Darazsak – 1312-ben alakult csapat. Talárjuk Sárga-fekete keresztben csíkozott melyet egy darázs képe díszít.
- Falmouth Falcons – Talárjuk sötétszürke és fehér, melyet sasfej díszít.
- Holyhead Harpies – 1203-ban alapított walesi csapat. Talárjuk sötétzöld melyet arany karom díszít.
- Kenmare Kestrels – 1291-ben alapított ír csapat. Smaragdzöld talárban játszanak.
- Montrose Magpies – Fekete-fehér talárban játszanak, melyet szarka díszít.
- Porpicy SC – 1163-ban alapított csapat. Tengerészkék talárban játszanak, melyet arany sáslevél díszít.
- Pride of Portree – 1292-ben alapított skye-szigeti csapat. Bíborszínű talárban játszanak, melyet arany csillag díszít.
- Tutshill Tornados – 1250-ben alapított csapat. Égszínkék talárban játszanak, melyet sötétkék T-betű díszít.
- Wigtown Wanderers – 1422-ben alapított skót csapat. Vérvörös talárban játszanak, melyet ezüst hentesbárd díszít.

## Egyéb kviddicscsapatok

### Európa
- Appleby Arrows – Észak-Anglia
- Caerphilly Catapults – Wales
- Holyhead Harpies – Wales
- Kenmare Kestrels – Írország
- Pride of Portree – Skye-szigeti -Anglia
- Wigtown Wanderers – Skócia
- Vratsa Valtures – Bulgária
- Quiberon Quafflepunchers – Franciaország
- Heidelberg Harriers – Németország
- Bigonville Bombers – Luxemburg
- Braga Bloomfleet – Portugália
- Grodzisk Goblins – Lengyelország
- Gorodok Gargoyles – Litvánia
- Karasjoki Kányák – Norvégia
- Dallycastle-i Denevérek – Északír

### Ausztrália és Új-Zéland
- Thundelarra Thunderers – Ausztrália
- Woollongong Warriors – Ausztrália
- Moutohora Macaws – Új-Zéland

### Afrika
- Patonga Proudsticks – Uganda
- Tchamba Charmers – Togó
- Gimby Giant-Slayers – Etiópia
- Sumbawanga Sunrays – Tanzánia

### Észak-Amerika
- Moose Jaw Meteorites – Kanada
- Haileybury Hammers – Kanada
- Stonewall Stromers – Kanada
- Sweetwater All-Stars – USA
- Fitchburg Finches – USA

### Dél-Amerika
- Tarapoto Tree-Skimmers – Peru

### Ázsia
- Toyohashi Tengu – Japán

## A kviddics története
A seprűsportok azzal párhuzamosan jelentek meg, hogy a seprűk elég kifinomultan manőverezhetőkké váltak. Régi varázsképekről képet kaphatunk a hajdani idők seprűn űzött sportjairól.
A népszerű svédországi éves seprűverseny gyökerei a 10. századba nyúlnak vissza. A versenyzők Kopparbergtől Arjeplogig kicsit több, mint 300 mérföldes távot tesznek meg repülve. Az útvonal átszel egy sárkányrezervátumot, ezért aztán az ezüstből készült fődíj egy svéd sróforrú sárkányt mintáz. Jelenleg nemzetközi verseny.
Az 1105-ben készült híres festmény, amely a Günther der Gewalttätige ist der Gewinner („Erőszakos Günther a győztes”) címet viseli, egy ősi német játékot, az ún. Stitchstock-ot mutatja be. Egy 20 láb magas póznára egy felfújt sárkányhólyagot helyeztek, amit egy seprűn ülő varázslónak kellett megvédelmeznie. Az őrzőt derekánál fogva egy 10 láb hosszú kötéllel a póznához kötötték, így az nem távolodhatott el az oszloptól. A többi játékos felváltva próbálkozott a hólyag kiszúrásával, amelynek eszköze a kihegyezett seprűnyél volt. A hólyagot védelmező játékos használhatta varázspálcáját a támadások visszaverésére. A játék akkor ért véget, ha a hólyagot sikerült kidurrantani, vagy minden támadót sikerült visszaverni.
Elképzelhető, hogy a Kviddics névnek köze lehet a labdák elnevezéséhez (angolban Quidditch = Quaffle + Bludger + Snitch), de a történet szerint Queerditch Marshról nevezték el, ugyanis már a 11. században ezen a helyen játszották a sport elődjét. A szabályok azóta nem sokat változtak.
A kviddics évszázadai szerint a sport eleinte egy egyszerű, seprűn ülve játszott labdajáték volt: a játékosok a kvaff elődjét, egy bőrlabdát passzolgattak egymásnak, amit megpróbáltak bedobni az ellenfél kapujába. Nemsokára a játékot megnehezítő gurkók elődei is megjelentek, ekkor még megbűvölt kövek formájában – talán a veszélyes skóciai játék, a Creaothceann hatására, amelyben a játékosok zuhanó sziklákat próbáltak elkapni a fejükre erősített üstökkel.
Az aranycikeszt szintén egy korábbi varázssportból kölcsönözték – itt a varázslók a sebesen repülő, golden snidget* nevű madarat próbálták elkapni. 1269-ben a Varázslók Tanácsának elnöke, Barberous Bragge 150 galleont (mai értékre átszámítva egymillió galleonnál is nagyobb összeg) ajánlott fel annak, aki elkapja az általa szabadon eresztett varázsmadarat. Ennek emlékére később bevezették, hogy a cikesz elfogása 150 pontot ér. Mivel a madár időközben veszélyeztetett, ritka fajjá vált, lecserélték a parányi, bűvös aranygolyóra.

## Kviddics aRoxfortban
A Roxfort Boszorkány- és Varázslóképző Szakiskola négy háza, a Griffendél, a Hollóhát, a Hugrabug és a Mardekár is kiállít egy-egy csapatot, akik a házuk színeinek megfelelő öltözetet viselnek (a griffendélesek pirosban, a mardekárosok zöldben, a hollóhátosok kékben, míg a hugrabugosok sárgában játszanak). A játékosok az első évfolyam kivételével bármelyik évfolyamból kikerülhetnek, pusztán tehetségük alapján válogatják össze őket a csapatkapitányok. A házibajnokság során az összes csapat megmérkőzik egymással, így döntve el az évzáró ünnepély során kihirdetett sorrendet. A Roxfort-bajnokság eredményei a házak közti pontversenyt is befolyásolják. A Roxfort kviddicsmérkőzéseit egy boszorkány, Madam Hooch felügyeli.

## Harry Potter és a kviddics
|  | Alább a cselekmény részletei következnek! |

Harry Potter több, mint egy évszázad óta az első elsőéves volt, aki bekerült egy roxforti kviddicscsapatba – ráadásul mindjárt a Griffendél fogójátékosaként. Ez egyfelől nagy tehetségének, másfelől Minerva Mcgalagonynak és Sirius Blacknek köszönhetően, akik jobbnál jobb seprűkkel ajándékozták meg (elsőben egy Nimbusz 2000-rel, harmadikban pedig egy Tűzvillámmal). Amikor Harry játszott, csapata minden mérkőzésen győzelmet aratott azokat kivéve, amelyeken megsérült. A házi bajnokságot Harry negyedéves korában nem tartották meg a Trimágus Tusa miatt, az ötödévben pedig az iskola élére kinevezett Dolores Umbridge tiltotta el a fiút a játéktól Draco Malfoyjal való összecsapása miatt.
Hatodéves korában Harry lett a Griffendél csapatkapitánya, azonban mindössze egy mérkőzésen tudott részt venni – a másodikon koponyasérülést szenvedett Cormac McLaggen, az ideiglenes őrző hibájából, a harmadik során pedig büntetőmunkán volt Perselus Pitonnál. Szerelme, Ginny Weasley vezetésével csapata azonban így is győzelmet tudott aratni a kupán, köszönhetően annak, hogy Harry jól válogatta össze a játékosokat, és ügyesen tartotta bennük a lelket.
Harry barátai közül Ron ötödikben őrző lesz. A tréfamester Weasley-ikrek, Fred és George éveken át a Griffendél csapatának verhetetlen terelőpárosát alkották. Harry első szerelme, Cho Chang a Hollóhát fogója.

## Az 1994-es kviddics-világkupa döntője
A Harry Potter és a Tűz Serlege című könyvben a Weasley család és Harry elmennek a Világkupa döntőjére, amit Írország nyer meg Bulgária ellen (viszont a bolgár Viktor Krum kapja el a cikeszt). A mérkőzés után tragédia történt a szurkolók által lakott táborban. Halálfalók támadtak az emberekre és szétrombolták az egész táborozóhelyet. Ezután ifjabb Barty Kupor föltette az égre a Sötét jegyet.
|  | Itt a vége a cselekmény részletezésének! |

## Kviddics a valóságban
Több számítógépes játék készült a kviddicsről. A legfontosabbak:
- Harry Potter: Quidditch World Cup
- Egy szöveges alapú IRC játék az alábbi címen található: #quid on Blitzed network

A kviddicset több alkalommal megpróbálták a való világra alkalmazni, az egyik sikeres kísérletet mugli kviddicsnek (muggle quidditch) neveztek el, aminek már hivatalos gondozóegyesülete van .
Magyarországon a Harry Potter Club (anno 2000-2001), az ÁlomVilág Ifjúsági Klub (2001-től) és a Varázslat Közhasznú Egyesület (2005-től) keretein belül rendeznek élő kviddics mérkőzéseket, az alábbi honlapon pedig el lehet olvasni a szabályokat is. Forrás: Kviddics blog
Lower Cambourne-ben (Cambridgeshire, Anglia) egy utcát Quidditch Lane-nek neveztek el egy ott látható kiszáradt árok (ditch) után – még jóval azelőtt, hogy Rowling megalkotta volna a játékot. Sok Harry Potter rajongó jár erre a helyre fotózni.

## Fordításai
| Nyelv    | Fordítás     |
| -------- | ------------ |
| Bolgár   | Куидич       |
| Horvát   | Metloboj     |
| Cseh     | Famfrpál     |
| Holland  | Zwerkbal     |
| Észt     | Lendluudpall |
| Finn     | Huispaus     |
| Görög    | Κουίντιτς    |
| Norvég   | Rumpeldunk   |
| Portugál | Quadribol    |
| Román    | Vâjthaţ      |
| Orosz    | Квиддич      |
| Szlovák  | Metlobal     |